# Крапивники (Волынская область)
Крапивники (укр. Кропивники) — село в Шацкой поселковой общине Ковельского района Волынской области Украины.
У села протекает река Припять.

## История
В 1919—1939 гг. селение находилось в составе Волынского воеводства Польши.
После начала Великой Отечественной войны село было оккупировано наступавшими немецкими войсками, которые назначили в село старосту-солтыса, находившегося в подчинении немецкой оккупационной администрации. Летом 1941 года здесь возникла советская партизанская группа из 15 человек, которой руководили заместитель председателя местного колхоза А. Бегас и заведующая сельским клубом комсомолка Ярина Смоляр. В дальнейшем, в состав группы вошли до 20 местных жителей и несколько бежавших из немецкого плена красноармейцев, в результате в марте 1942 года был создан партизанский отряд из 30 человек (командир С. Я. Шковорода, комиссар Т. Глущук), который начал действовать в Шацком районе, а также разгромил полицейский участок и сжег волостное управление в селе Тур. Летом 1943 года с приходом в этот район Черниговско-Волынского партизанского соединения А. Ф. Фёдорова отряд вошел в состав 3-го батальона соединения.
По данным Всеукраинской переписи населения 2001 года, численность населения составляла 292 человека.
До 2020 года входило в Шацкий район.